# Louise Labé
Louise Labé, właśc. Louise Perrin (ur. 1524 w Lyonie, zm. 25 kwietnia 1566 w Parcieux-en-Dombes) – francuska poetka renesansowa, jedna z przedstawicieli lyońskiej szkoły poezji. Jej biografia oraz autorstwo przypisywanych jej wierszy pozostają przedmiotem dyskusji.

## Życiorys
Była córką rzemieślnika zajmującego się wyrobem sznurów Pierre'a Charly i Etiennette Roybet. Jako trzyletnia dziewczynka straciła matkę i była wychowywana przez ojca i macochę Antoinette Taillard. Jej rodzice byli niepiśmienni, nie jest wytłumaczone, jaką edukację odebrała ich córka. Wiadomo jednak, że Labé znała łacinę i język włoski, zaś na początku lat 40. XVI wieku wyszła za mąż za zamożnego rzemieślnika Ennemonda Perrina.
Ok. 1555 stała się jedną ze znanych postaci lyońskiego życia literackiego, organizując w swoim domu spotkania połączone z muzykowaniem i lekturą wierszy. W tym samym roku wydała tom poezji zatytułowany Dzieła L.L. z Lyonu. Oprócz jej własnych utworów w tomie znalazły się wiersze napisane przez innych poetów wywodzących się z miasta, głoszących pochwałę urody i talentów Labé. Wśród ich autorów pojawiali się m.in. Clément Marot i Maurice Scève. W 1556, po drugim wydaniu tomu jej poezji, Labé opuściła Lyon i zaprzestała twórczości literackiej. W rok później owdowiała. Zmarła w 1566 w opinii gorliwej katoliczki.

### Kontrowersje
Życie prywatne Labé było już za jej życia obiektem licznych kontrowersji. W 1585 Antoine du Verdier postawił tezę, iż poetka była w rzeczywistości luksusową kurtyzaną zwaną Piękną Powróźniczką, o której pisał w 1547 Philibert de Vienne, a następnie Jan Kalwin. Dziewiętnastowieczna krytyka literacka, na podstawie analizy utworów jej i Oliviera de Magny uważała ją za jego kochankę i muzę.
W 2006 Mireille Huchon, profesor literatury na Sorbonie, postawiła tezę, iż poetka nazwiskiem Labé nigdy nie istniała, była fikcyjną postacią stworzoną przez grupę poetów ze szkoły lyońskiej, którzy następnie umieścili w tomie wydanym w 1555 wiersze na jej cześć. Huchon twierdziła, że wykreowanie postaci poetki piszącej o miłości wiązało się z fascynacją postacią Safony, jak i swoistym eksperymentem literackim. Jako argumenty przemawiające za swoją tezą podawała fakt bliskiego pokrewieństwa stylistycznego między dziełami Labé a twórczością Scève'a i de Magny'ego.
Pogląd Huchon spotkał się z krytyką innych badaczy literatury renesansowej, którzy wskazali na fakt, że podobieństwa między twórczością poetów czerpiących inspirację z tych samych źródeł były w XVI wieku powszechne. Podkreślali oni również, że Labé doskonale znała poezję innych twórców lyońskich i mogła pośrednio czerpać z niej wzorzec dla swoich wierszy.

## Twórczość
W swojej poezji, utrzymanej w duchu humanizmu, Labé poruszała problem sytuacji kobiet w ówczesnym społeczeństwie francuskim, ich dostępu do edukacji i udziału w życiu publicznym. W przedmowie do swoich dzieł wzywała kobiety do czynnego udziału w życiu literackim. Postulowała "uczciwą wolność" obyczajową dla wszystkich i koncepcję miłości jako nierozerwalnego zestawienia namiętności fizycznej ze związkiem duchowym (koncepcja wyłożona w Debacie między Szaleństwem i Miłością). Równocześnie głosiła wyższość intelektu i rozrywek duchowych (za jedną z nich uważała literaturę) nad ciałem i uczestnictwem w życiu towarzyskim bez głębszej treści. W swojej twórczości wielokrotnie nawiązywała do motywów mitologicznych.
Jej najważniejszym dziełem jest cykl 24 sonetów o tematyce miłosnej, których cechą charakterystyczną jest zestawienie rygoryzmu formalnego z prostotą wyrazu. Labé unika efektownych figur retorycznych i skomplikowanych środków stylistycznych, maksymalnie upraszczając kształt utworu i czyniąc go możliwie najbardziej przystępnym odbiorcy. Jej twórczość pozostaje pod wpływem neoplatonizmu i petrarkizmu, jednak dokonuje jego specyficznej transpozycji z punktu widzenia kobiety. Labé odwraca tradycyjne role kochanka-cierpiącego adoratora i kochanki-odległego ideału, czyniąc z kobiety podmiot liryczny swoich wierszy, dopuszczając jej zainteresowanie na równi ciałem i duchem obiektu uczucia.
Na język polski utwory Louise Labé tłumaczyli Włodzimierz Kopaczyński, Jerzy Lisowski, Artur Międzyrzecki i Beata Szymańska.

## Dzieła
- Euvres de Louïze Labé (1550)
- Louise Labé, Oeuvres (wyd. Charles Boy, 1887): tom 1, tom 2
- Louise Labé, Elegje i Sonety, przełożył Włodzimierz Kopaczyński (1929)[1]